# Mereworth
Mereworth es una parroquia civil y un pueblo del distrito de Tonbridge and Malling, en el condado de Kent (Inglaterra).

## Geografía
Según la Oficina Nacional de Estadística británica, Mereworth tiene una superficie de 9,73 km².

## Demografía
Según el censo de 2001, Mereworth tenía 1111 habitantes (49,32% varones, 50,68% mujeres) y una densidad de población de 114,18 hab/km². El 27,18% eran menores de 16 años, el 68,41% tenían entre 16 y 74 y el 4,41% eran mayores de 74. La media de edad era de 35,51 años. Del total de habitantes con 16 o más años, el 22,74% estaban solteros, el 62,05% casados y el 15,2% divorciados o viudos.
El 94,87% de los habitantes eran originarios del Reino Unido. El resto de países europeos englobaban al 1,8% de la población, mientras que el 3,33% había nacido en cualquier otro lugar. Según su grupo étnico, el 98,39% eran blancos, el 0,81% mestizos, el 0,27% negros, el 0,27% chinos y el 0,27% de cualquier otro salvo asiáticos. El cristianismo era profesado por el 73,32%, el judaísmo por el 0,27% y cualquier otra religión, salvo el budismo, el hinduismo, el islam y el sijismo, por el 0,36%. El 17,07% no eran religiosos y el 8,98% no marcaron ninguna opción en el censo.
499 habitantes eran económicamente activos, 478 de ellos (95,79%) empleados y 21 (4,21%) desempleados. Había 414 hogares con residentes, 7 vacíos y 5 eran alojamientos vacacionales o segundas residencias.